# Nagao Yuto
Nagao Yuto (sinh ngày 31 tháng 8 năm 2001) là một cầu thủ bóng đá người Nhật Bản.

## Sự nghiệp câu lạc bộ
Nagao Yuto hiện đang chơi cho Gamba Osaka.